# Sargassum muticum
Sargassum muticum, auch Japanischer Beerentang genannt, ist eine Braunalgenart aus der Gattung der Golftange. Ursprünglich aus Japan stammend, verbreitet sich die vom Menschen eingeschleppte Art in den letzten Jahren stark im Nordatlantik sowie in der Nordsee und Ostsee und verändert durch ihre Anwesenheit die bestehenden Lebensräume.

## Beschreibung
Der Japanische Beerentang ist ein mehrjähriger Seetang, der seine braune Farbe durch den Farbstoff Fucoxanthin erhält, das in den Chloroplasten vorhanden ist. Die dunkelbraune Färbung ist bei Exemplaren, die in ruhigem Wasser wachsen, oft blasser und kann einen rötlichen Braunton annehmen.
In seiner Heimat Japan wird er etwa 1 bis 3 m groß, außerhalb seines natürlichen Verbreitungsgebietes kann er 10 bis 16 m Länge erreichen und dann flutende Matten an der Meeresoberfläche bilden. Sein buschiger Thallus besteht aus mittigen Hauptachsen mit wechselständigen olivbraunen Seitenzweigen, die blattartige Phylloide tragen. Die Phylloide sind im unteren Teil des Thallus verlängert linear-lanzettlich und bis 10 cm lang, in den oberen Teilen schmal und nur etwa 4 mm lang. Der Rand der Phylloide ist glatt oder unregelmäßig grob gezähnt bis gekerbt.
Der Tang besitzt zahlreiche gestielte, gasgefüllte Schwimmkörper. Diese Kugelbeeren sind von eiförmiger bis verkehrt tropfenförmiger Gestalt mit einem Durchmesser von 2 bis 4 mm und glatter Oberfläche. Die Anzahl dieser Gasblasen nimmt während des Sommers zu. Im Gegensatz zum Blasentang kann Beerentang viele Meter lang werden.

## Entwicklung
Die Hauptachse des Tangs kann etwa 3 bis 4 Jahre alt werden und täglich bis zu 10 cm wachsen. Die helleren Seitenzweige werden im Herbst abgeworfen. Die Vermehrung erfolgt sowohl sexuell als auch vegetativ über verdriftete Thallusteile. Im frühen Herbst werden die Keimzellen zu Tausenden in zylindrisch-kegelförmigen Rezeptakeln in den Achseln der Verzweigungen gebildet. Die befruchteten Zygoten setzen sich meist in der Nähe des Elternthallus fest und bilden rasch dichte Sargassum-Matten. Da auch abgerissene Thallusstücke beim Verdriften Keimzellen freisetzen, breitet sich die Art effektiv aus.

## Vorkommen

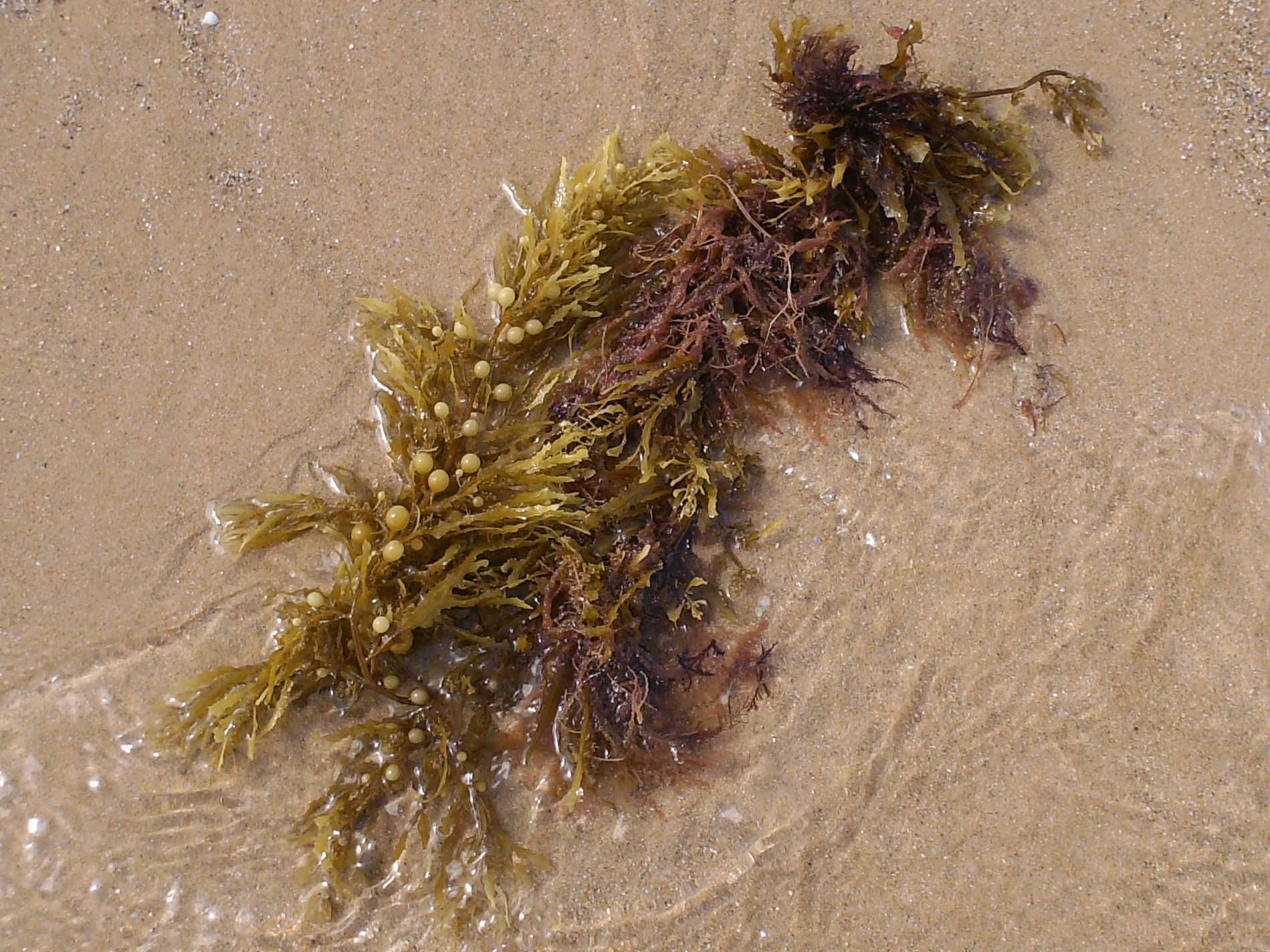
Sargassum muticum, angespült

Japanischer Beerentang ist ursprünglich an der Küste von Japan heimisch. Er  ist hochgradig invasiv und hat sich, nachdem er in den 1940ern mit Austern nach Amerika kam, inzwischen vom Nordwestpazifik aus in weiten Teilen des Nordpazifiks und Nordatlantiks ausgebreitet. Nachdem auch Frankreich mit der gezielten Ansiedlung von Pazifischen Austern begann, ist der Japanische Beerentang auch in Europa heimisch geworden. Im Nordostatlantik kommt er von Norwegen bis Spanien, auch in der Nordsee und Ostsee sowie im Mittelmeer vor. Im Nordostpazifik ist er von Alaska bis nach Kalifornien zu finden.
Die Art wurde in Europa erstmals 1973 auf der Isle of Wight gefunden. Es wird aber vermutet, dass sie bereits 1966 an der Küste von Frankreich aufgetaucht ist. Seitdem hat sie sich durch die direkte Verschleppung von Thallusteilen an Schiffen oder mittels Austern-Transporten an fast allen europäischen Küsten ausgebreitet. Seit Ende der 1980er Jahre wurde die Ausbreitung der Braunalge in der Deutschen Bucht festgestellt.
Die zu den Makroalgen zählende Braunalge besiedelt unterschiedliche Lebensräume von Gezeitentümpeln in der Gezeitenzone bis zum Sublitoral, wo es bis zu einer Tiefe von 3 bis 5 m unterhalb der Niedrigwasserlinie vordringt. Die Art wächst, wie fast alle Algenarten, gerne auf Hartsubstraten. Sie wird aber – im Gegensatz zu anderen Algen – auch frei im Meer treibend angetroffen.

## Effekte der invasiven Art

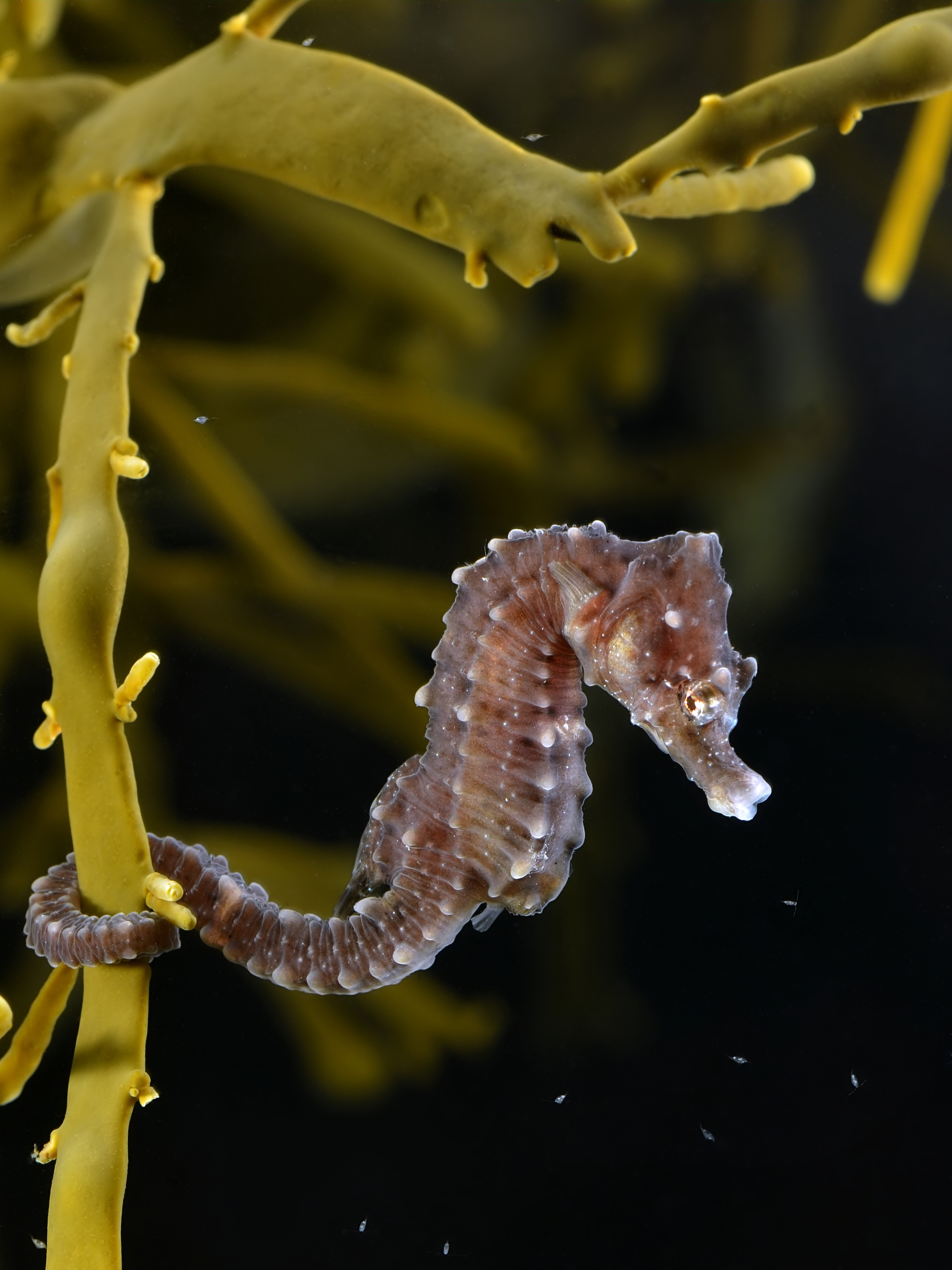
Kurzschnäuziges Seepferdchen (Hippocampus hippocampus) hier mit einer anderen Braunalge, dem Knotentang

Wo Sargassum-Matten in Europa vorherrschen, können sie den Bootsverkehr oder Schwimmer behindern, oder in großen Mengen als schwer verrottbare Klumpen an den Strand gespült werden. Vor allem aber verringern sie den Lichteinfall und verdrängen dadurch einheimische Arten im Benthos, beispielsweise Zuckertang (Saccharina latissima), Riementang (Himanthalia elongata) oder das Seegras (Zostera marina). Daher befürchten manche einen Rückgang der Artenvielfalt durch diese gebietsfremde Art (Neobiota).
Das Umweltbundesamt bewertet die Bildung dichter Beerentang-Unterwasserwälder insgesamt jedoch eher als positiv, da diese vielen Meeresschnecken, Krebstieren und Fischen Schutz und Nahrung bieten. Dieser Einwanderer hat somit überwiegend positive Effekte auf die heimische Tierwelt, wächst er jedoch, in hoher Dichte auf felsigem Grund, kann er kleinere Algenarten überschatten und verdrängen.
Im Wattenmeer, wo der Beerentang seit den 80er Jahren heimisch geworden ist, zählen einige Experten ihn zu den sechs als problematisch eingestuften, eingeschleppten Arten, deren Präsenz das Ökosystem verändert, was deutliche Auswirkungen auf die Lebensgemeinschaften im Watt zur Folge hat.
Die dichten Unterwasserwälder ersetzen für einige Arten, die bereits verschwunden waren, die nicht mehr vorhandenen Seegraswiesen. Kurzschnäuzige Seepferdchen galten in der Nordsee seit den 1930er Jahren bis nach der Jahrtausendwende als ausgestorben und konnten wieder vermehrt nachgewiesen werden. Mit hoher Wahrscheinlichkeit ist ihre Rückkehr unter anderem darauf zurückzuführen, dass der Japanische Beerentang ihnen Unterschlupf sowie eine Möglichkeit, sich in der Strömung festzuklammern, bietet.

## Systematik
Die Erstbeschreibung erfolgte 1907 durch Kitchisuburo Yendo unter dem Namen Sargassum kjellmanianum f. muticum Yendo (in: The Fucaceae of Japan. Journal of the College of Science, Tokyo Imperial University 21, S. 104.) Dorothy E. Fensholt gab der Sippe 1955 als Sargassum muticum (Yendo) Fensholt den Rang einer eigenen Art.
Laut World Register of Marine Species zählt Sargassum muticum, mit über 700 weiteren Arten, zur Gattung der Golftange (Sargassum) aus der  Familie Sargassaceae in der Ordnung der Fucales.
Der Japanische Blasentang ist eine von 34 Arten aus der Untergattung Bactrophycus.